# Бородычев, Виктор Владимирович
Виктор Владимирович Бородычев (13 мая 1950, Грозный — 12 августа 2021, Волгоград) — советский и российский учёный, специалист в области мелиорации, рекультивации и охраны земель, академик РАН (2016).

## Биография
Родился 13 мая 1950 года в Грозном Чечено-Ингушской АССР.
В 1972 году — окончил Дагестанский СХИ, после чего до 1974 года работал там старшим лаборантом, ассистентом.
С 1975 года работал во Всероссийском НИИ гидротехники и мелиорации имени А. Н. Костякова, где прошел путь от старшего научного сотрудника до директора Волгоградского филиала института.
В 1998 году — защитил докторскую диссертацию.
В 2005 году — присвоено учёное звание профессора.
В 2007 году — избран членом-корреспондентом РАСХН.
В 2014 году — стал членом-корреспондентом Российской академии наук (в рамках присоединения РАМН и РАСХН к РАН).
В 2016 году — избран академиком РАН.
Виктор Владимирович Бородычев умер 12 августа 2021 года в Волгограде.

## Научная деятельность
Видный учёный в области мелиорации, рекультивации и охраны земель.
Научная деятельность посвящена совершенствованию режимов орошения сельскохозяйственных культур, водосберегающим способам и технологиям капельного орошения овощных культур, многолетних насаждений, ягодников, саженцев плодовых культур и винограда.
Автор более 700 научных трудов, 220 патентов.
- Гидромелиоративные системы нового поколения / соавт.: Б. Б. Шумаков и др.; Всерос. НИИ гидротехники и мелиорации им. А. Н. Костякова. — М., 1997. — 109 с.
- Капельное орошение сои: науч. изд. / соавт.: М. Н. Лытов и др.; Всерос. НИИ гидротехники и мелиорации им. А. Н. Костякова. — Волгоград: Панорама, 2006.- 165с.
- Соя в Волгоградской области: науч.изд. / соавт.: М. Н. Лытов и др.; Всерос. НИИ гидротехники и мелиорации им. А. Н. Костякова.— Волгоград: Панорама,2008. — 218с.
- Эффективное использование сточных вод и их осадка для орошения и удобрения сельскохозяйственных культур: моногр. /соавт.:А. В. Шуравилин и др.;Волгогр. гос. с.-х. акад. — Волгоград : ИПК «Нива», 2009. — 633 с.
- Современные технологии капельного орошения овощных культур: науч. изд. / Всерос. НИИ гидротехники и мелиорации им. А. Н. Костякова. — Волгоград: Радуга, 2010. — 241 с.
- Адаптивные технологии возделывания сопутствующих культур рисовых севооборотов Сарпинской низменности: моногр. / соавт.:Э. Б. Дедова и др.; Волгогр. гос. аграр. ун-т и др. — Волгоград, 2012. — 221 с.
- Экологическая безопасность России / соавт.: А. С. Овчинников и др.; Федер. гос. бюджет. образоват. учреждение высш. проф. образования «Волгогр. гос. аграр. ун-т» и др. — Волгоград, 2014. — 428 с.
- Лиманное орошение Калмыкии: состояние и пути эффективного использования: моногр. / соавт.: Э. Б. Дедова, М. А. Сазанов; ФГБНУ « Всерос. НИИ гидротехники и мелиорации им. А. Н. Костякова» и др. — Волгоград, 2015. — 270 с.
- Эффективность минерального питания овощных культур при капельном орошении / соавт. Б. М. Кизяев // Плодородие. 2016. № 5. С. 18-21.

## Награды
- Заслуженный деятель науки Российской Федерации (2007)[3]
- Награждён медалями ВВЦ, почётными грамотами Россельхозакадемии, Минсельхоза России.